# La Danse de mort (film, 1948)
Pour l’article homonyme, voir La Danse de mort.
Pour plus de détails, voir Fiche technique et Distribution.
La Danse de mort est un film français, de coproduction franco-italienne, réalisé par Marcel Cravenne, sorti en 1948.

## Synopsis
En renonçant à ses ambitions artistiques pour épouser Edgar, Théa se justifie auprès de leur ami commun Kurt : Edgar, capitaine dans l'armée impériale, a de l'ambition pour deux. Peu après, Edgar est affecté à la direction d'une prison bâtie en forteresse sur une île rocheuse de la mer Adriatique. 25 ans plus tard, leur situation est un échec dont ils souffrent tous les deux. Théa est aigrie par cette vie perdue dans l'enfermement auprès d'Edgar, qui est devenu un officier autoritaire, alcoolique, puisant dans la caisse de la garnison. La réception organisée pour leurs noces d'argent est sinistre et reste déserte d'invités. Leur fille de 20 ans est amoureuse d'un prisonnier dont Edgar avait fait son ordonnance. Grâce à elle l'homme s'évade et elle ne songe qu'à partir à son tour pour le rejoindre. La crise éclate au moment où l'ami de jadis Kurt, devenu médecin militaire, est nommé dans la même forteresse. Les deux époux se déchirent, leur fille de 20 ans est sur le point de les quitter, Kurt est compromis à son tour dans ce combat de haine. Car comme le dit Théa, leur couple est maintenant uni par la haine réciproque.

## Fiche technique
- Réalisation : Marcel Cravenne
- Scénario : Michel Arnaud, Jacques-Laurent Bost d'après l'œuvre éponyme d'August Strindberg
- Musique : Guy Bernard
- Image : Robert Lefebvre
- Montage : Madeleine Bagiau
- Coproduction : Alcina (France) - Ardea Film (Italie)
- Pays de production :  France
- Langue : français
- Format : Son mono - Noir et blanc
- Genre : Drame
- Durée : 88 minutes
- Date de sortie : 
  - France - 8 décembre 1948

## Distribution
- Erich von Stroheim : Edgar
- Denise Vernac : Théa
- Palau : le sergent
- Massimo Serato : Stéphane
- Paul Œttly : le général
- Marie Olivier (nom de scène de Wanda Kosakiewicz) : la fille
- Henri Pons : le timonier
- Roberto Villa
- Galeazzo Benti
- Margo Lion : Mathilde - la servante
- Jean Servais : Kurt
- María Denis : Rita